# クリーブランドサイクルワークス
クリーブランドサイクルワークス（Cleveland CycleWerks）は、2009年にスコット・コロシモ、ジャロッド・シュトレング、カーティス・レイによって創業したアメリカ合衆国オハイオ州クリーブランドに本社を置くオートバイメーカーである。略称はCCW。ブランド名はクリーブランドモーターサイクルである。コスト削減のため、企画・開発は本社で行い、フレームも含めてすべてのモデルでホンダ製エンジンを搭載しての組み立ては台湾メーカーのCPIが行っている。日本ではモノリスが総輸入販売元である。

## 製品
- ヘイスト
- ミスフィット
- エース
- フーリガン
- FXx